# Американский боевой корабль
Американский боевой корабль (англ. American Warships) — научно-фантастический боевик 2012 года режиссера Тандера Левина кинокомпании «The Asylum». Премьера состоялась на канале Syfy 15 мая 2012 года. Это малобюджетный мокбастер фильма «Морской бой».

## Сюжет
Главные герои находятся в открытом Южно-китайском море. Происходит неожиданное: все корабли потоплены, а американские чиновники подозревают Китай или Северную Корею. Они ожидают начало мировой войны. На самом же деле, нападения совершили не люди, а пришельцы.